# Harry Newman

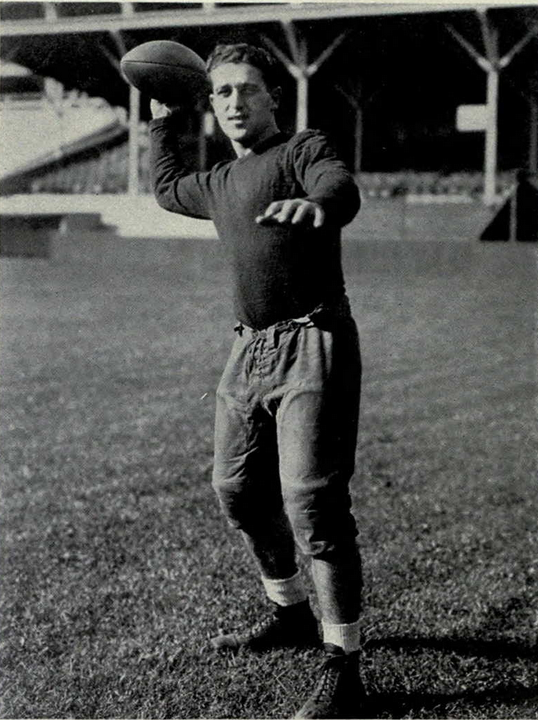
Imagem do ex-jogador de futebol americano estadunidense Harry Newman.

Harry Newman foi um jogador de futebol americano estadunidense que foi campeão da Temporada de 1934 da National Football League jogando pelo New York Giants.